# Ecnomiohyla sukia
Ecnomiohyla sukia is een kikker uit de familie boomkikkers (Hylidae).
Ecnomiohyla sukia leeft in delen van Midden-Amerika en komt endemisch voor in Costa Rica. De soort werd voor het eerst wetenschappelijk beschreven door Jay Mathers Savage en Brian Kubicki in 2010. In veel literatuur wordt de kikker hierdoor nog niet vermeld.
Tot recent werd de soort beschouwd als behorend tot Ecnomiohyla fimbrimembra, maar Ecnomiohyla sukia is wat kleiner dan deze laatste. Ecnomiohyla sukia leeft in bosgebieden tussen 400 en 1000 meter hoogte in het zuidoosten van Costa Rica in de Provincia Limón.